# Rue Jenner
La rue Jenner est une voie située dans le quartier de la Salpêtrière du 13e arrondissement de Paris, en France.

## Situation et accès
La rue Jenner est accessible par les lignes 5 à la station Campo-Formio et 6 à la station Nationale.

## Origine du nom
Elle porte le nom du médecin anglais Edward Jenner (1749-1823). Cela tient vraisemblablement à ce que le quartier était alors dominé par l'activité des abattoirs de Villejuif et que le docteur Jenner découvrit la vaccine, maladie infectieuse des bovidés et des équidés. D'autres rues des alentours de l'hôpital de la Salpêtrière portent en tout cas des noms de médecins (rue Pinel, rue Esquirol, etc.).

## Historique
Cette voie de l'ancien village d'Austerlitz portait le nom de « rue des Deux-Moulins-Saint-Marcel » où plus simplement « rue des Deux-Moulins », en référence aux moulins à vent dits « moulin neuf de l'Hôpital » et « moulin vieux de l'Hôpital », implantés au nord du chemin, qui figurent sur tous les plans depuis celui de Jean de La Caille (1714),. À l'époque de la Révolution, une ferme se trouve vis-à-vis des deux moulins. Puis, au XIXe siècle, le chemin devient rue et des maisons sont construites. La voie prend sa dénomination actuelle par décret du 27 février 1867.

## Bâtiments remarquables et lieux de mémoire

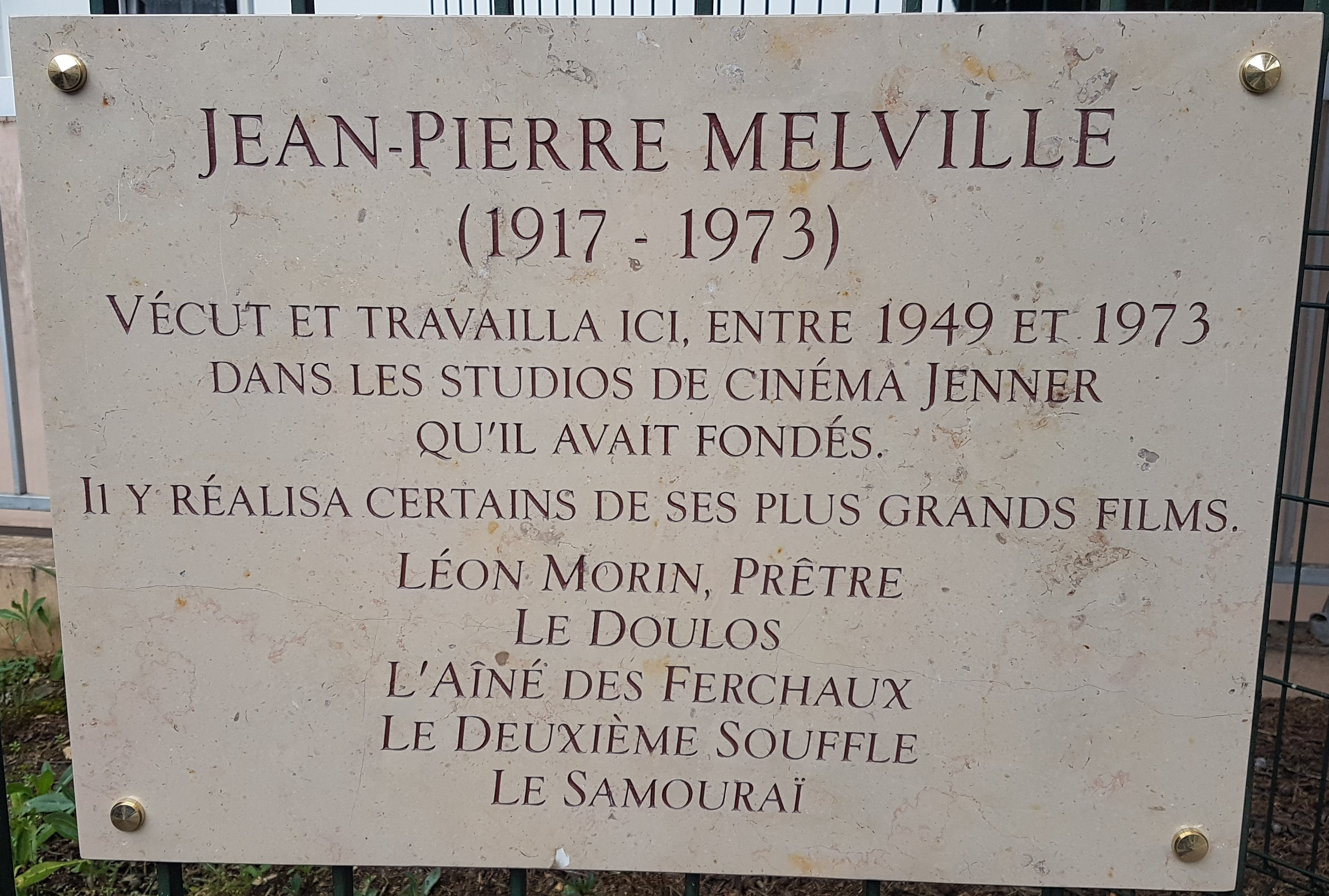
Plaque en hommage à Melville.

Art urbain.

- Les studios Jenner de Jean-Pierre Melville se trouvaient dans cette rue (no 25 bis), jusqu'à leur destruction en 1967 lors d'un incendie et leur abandon définitif après la mort du réalisateur en 1973. Une plaque commémorative rend hommage au réalisateur[6].
- La barrière des Deux-Moulins, du mur des Fermiers généraux, était située à l'angle du boulevard de l'Hôpital.
- Le street artiste David de la Mano a réalisée en 2015 une fresque sur la façade latérale du n°3[7] sur laquelle se trouve également une intervention d'Invader (PA-1104 - COST).

## Dans les arts
La nouvelle « 25 bis, rue Jenner » qui apparaît dans le recueil Nous autres, de Jean-Pierre Montal (Pierre-Guillaume de Roux, 2019), se passe en partie rue Jenner et raconte une histoire possible des studios Jenner.